# AHL 1938/39
Die Saison 1938/39 war die dritte reguläre Saison der International-American Hockey League (ab 1940 American Hockey League – AHL). Während der regulären Saison bestritten die acht Teams jeweils 54 Spiele. Die sechs besten Mannschaften der Liga spielten anschließend in einer Play-off-Runde um den Calder Cup.

## Teamänderungen
Folgende Änderungen wurden vor Beginn der Saison vorgenommen:
- Die Hershey Bears aus der Eastern Amateur Hockey League wurden als Expansionsteam in die Liga aufgenommen

## Reguläre Saison

### Abschlusstabellen
Abkürzungen: GP = Spiele, W = Siege, L = Niederlagen, T = Unentschieden, OTL = Niederlage nach Overtime, GF = Erzielte Tore, GA = Gegentore, Pts = Punkte

Erläuterungen: In Klammern befindet sich die Platzierung innerhalb der Conference;       = Playoff-Qualifikation ,       = Division-Sieger,       = Conference-Sieger

#### Reguläre Saison
| East Division         | GP | W  | L  | T  | GF  | GA  | Pts |
| --------------------- | -- | -- | -- | -- | --- | --- | --- |
| Philadelphia Ramblers | 54 | 32 | 17 | 5  | 214 | 161 | 69  |
| Providence Reds       | 54 | 21 | 22 | 11 | 136 | 153 | 53  |
| Springfield Indians   | 54 | 16 | 29 | 9  | 121 | 179 | 41  |
| New Haven Eagles      | 54 | 14 | 30 | 10 | 114 | 174 | 38  |

| West Division      | GP | W  | L  | T | GF  | GA  | Pts |
| ------------------ | -- | -- | -- | - | --- | --- | --- |
| Hershey Bears      | 54 | 31 | 18 | 5 | 140 | 110 | 67  |
| Syracuse Stars     | 54 | 26 | 19 | 9 | 152 | 117 | 61  |
| Cleveland Barons   | 54 | 23 | 22 | 9 | 145 | 138 | 55  |
| Pittsburgh Hornets | 54 | 22 | 28 | 4 | 176 | 166 | 46  |

### Beste Scorer
Abkürzungen: GP = Spiele, G = Tore, A = Assists, Pts = Punkte, +/- = Plus/Minus, PIM = Strafminuten; Fett: Saisonbestwert
| Spieler           | Team                  | GP | G  | A  | Pts | PIM |
| ----------------- | --------------------- | -- | -- | -- | --- | --- |
| Don Deacon        | Pittsburgh Hornets    | 46 | 24 | 41 | 65  | 41  |
| Bill Carse        | Philadelphia Ramblers | 54 | 24 | 33 | 57  | 22  |
| Kilby MacDonald   | Philadelphia Ramblers | 49 | 18 | 37 | 55  | 48  |
| Murray Armstrong  | Syracuse Stars        | 50 | 27 | 27 | 54  | 10  |
| Joe Krol          | Philadelphia Ramblers | 54 | 24 | 30 | 54  | 34  |
| Phil Hergesheimer | Cleveland Barons      | 54 | 34 | 19 | 53  | 23  |
| Lorne Duguid      | Cleveland/Pittsburgh  | 54 | 19 | 32 | 51  | 23  |
| Norm Locking      | Syracuse Stars        | 53 | 20 | 30 | 50  | 28  |
| Bobby Kirk        | Philadelphia Ramblers | 49 | 14 | 36 | 50  | 12  |
| Cliff Barton      | Philadelphia Ramblers | 52 | 21 | 28 | 49  | 16  |

## Calder-Cup-Playoffs

### Modus
Für die Play-offs qualifizierten sich die sechs besten Mannschaften der American Hockey League. Die beiden Sieger aus den Duellen der Mannschaften auf den Plätzen zwei bis vier trafen in der zweiten Runde aufeinander, während der Gewinner aus dem Duell der beiden Divisionsgewinner durch ein Freilos automatisch für das Finale qualifiziert war. Die ersten beiden Play-off-Runden fanden im Modus Best-of-Three statt, wobei die beiden Divisionsgewinner im Modus Best-of-Five um die Finalteilnahme spielten. Das Finale selbst wurde ebenfalls im Modus Best-of-Five ausgespielt.

### Play-off-Übersicht

#### Erste Runde
- (E1) Philadelphia Ramblers – (W1) Hershey Bears 3:2
- (E2) Providence Reds – (W2) Syracuse Stars 2:1
- (W3) Cleveland Barons – (E3) Springfield Indians 2:1

#### Zweite Runde
- (E1) Freilos für die Philadelphia Ramblers
- (W3) Cleveland Barons – (E2) Providence Reds 2:0

#### Finale
- (W3) Cleveland Barons – (E1) Philadelphia Ramblers 3:1

## Vergebene Trophäen

### Mannschaftstrophäen
| Auszeichnung                                                            | Team             |
| ----------------------------------------------------------------------- | ---------------- |
| Calder Cup Gewinner der AHL-Playoffs                                    | Cleveland Barons |
| F. G. „Teddy“ Oke Trophy Bestes Team der West Division, reguläre Saison | Hershey Bears    |